# Dieter Thalhammer
Dieter Thalhammer (* 18. April 1943 in Freising) ist ein deutscher Politiker (SPD) und war von 1994 bis 2012 Oberbürgermeister der Großen Kreisstadt Freising in Bayern.

## Leben
Seine berufliche Laufbahn startete er bei der Bayerischen Versicherungskammer in München. Danach arbeitete er in der Verwaltung des Versuchsguts Grünschwaige der Technischen Universität München. Ab dem Jahr 1969 war er Leitender Angestellter in der Gemeinde Eching.
Thalhammer hat zwei erwachsene Kinder und lebt mit seiner Ehefrau im Stadtteil Lerchenfeld. Seine Tochter ist mit dem Freisinger Mitglied des Bayerischen Landtags Florian Herrmann (CSU) verheiratet.
Er ist Mitglied der katholischen Studentenverbindung K.D.St.V. Agilolfia Freising und Diözesanvorsitzender der Katholischen Arbeitnehmerbewegung München-Freising.

## Politik
Ab dem Jahr 1976 war Thalhammer Mitglied des Kreistages des Landkreises Freising und ab 1978 auch Mitglied im Stadtrat von Freising. Neben dem Amt als Fraktionsvorsitzender der SPD war er in letzterem auch zehn Jahre lang Referent für Wirtschaft und Finanzen. Im Jahr 1994 wurde er als Nachfolger von Adolf Schäfer zum Oberbürgermeister von Freising gewählt und in den Jahren 2000 und 2006 (68,3 Prozent der Stimmen) im Amt bestätigt. Die Diskussionen um eine dritte Start- und Landebahn am Flughafen München und die langwierigen Vorbereitungen zum Bau der Freisinger Westumfahrung waren wichtige Themen während seiner Amtszeit. Zur Oberbürgermeisterwahl 2012 durfte er aus Altersgründen nicht mehr antreten.

## Ehrungen und Auszeichnungen
- Max-Schönleutner-Medaille der Fakultät für Landwirtschaft und Gartenbau der TU München (1997)
- Korbiniansplakette in Würdigung der Verdienste um das kirchliche Leben in der Erzdiözese München und Freising (1999)
- Verdienstkreuz am Bande des Verdienstordens der Bundesrepublik Deutschland (2003)
- Bayerische Sparkassenmedaille in Gold (2005).
- Ehrensenator der Hochschule Weihenstephan-Triesdorf (2009)
- Ehrensenator der Technischen Universität München (2011)
- Träger der Goldenen Bürgermedaille der Stadt Freising (2012)
- Ehrenbürger der Stadt Freising (2012)[5]
- Altoberbürgermeister der Stadt Freising[6]
- Bayerischer Verdienstorden (2012)[7]
- Goldene BierIdee (2012) des Bayerischen Brauerbundes und des Bayerischen Hotel- und Gaststättenverbandes[8]
- Päpstlicher Gregoriusorden (2013)[9]